# Лавелло
Лавелло (итал. Lavello) — коммуна в Италии, расположена в регионе Базиликата, подчиняется административному центру Потенца.
Население составляет 13 658 человек (на 2004 г.), плотность населения составляет 99 чел./км². Занимает площадь 132 км². Почтовый индекс — 85024. Телефонный код — 0972.
Покровителем коммуны почитается святой Мавр. Праздник ежегодно празднуется 2 мая.
Посёлок находится на возвышенности и имеет античное происхождение как доказывают археологические останки поселка, относящиеся к железному веку. В нём жили населения Дауни и Норманны, которые построили замок. После гибеддинского бунта в 1268 г., король Карло I д'Анджо подарил посёлок господину Гада д'Иври. В 1298 г. по указу Карло д'Анджо посёлок подожгли за участие в республиканских движениях. Пожар изображен на гербе города в виде двухэтажной башни объятой пламенем.
Замок, построенный в XVII веке при Немцах, имеет интересную архитектуру. Сегодня в нём находится Мэрия города. Раньше все найденные при раскопке артефакты выставлялись в некоторых залах замка. В настоящий момент все передано в замок-музей города Мэлфи, находящегося неподалёку от Лавелло. Среди найденных в процессе раскопок вещей есть уникальные глиняные вазы, золотые и бронзовые женские украшения, кухонная утварь, подсвечники.
Также одной из достопримечательностей города является средневековый фонтан, в котором в прежние времена стирали белье. Сейчас фонтан претерпел некую реконструкцию, но сохранил свой внешний вид. В кранах фонтана все ещё бежит вода из подземного источника и остались неизменными средневековые ёмкости, из которых поили лошадей.
Центр города имеет средневековую итальянскую архитектуру: узкие каменные улочки, двухэтажные дома, горшечные цветы вдоль стен.
Вечером основная улица перекрывается для проезда автомобилей и предназначена только для пеших прогулок.